# سیارک ۱۰۵۸۳
سیارک ۱۰۵۸۳ (به انگلیسی: 10583 Kanetugu، نامگذاری:1995WC4) ده هزار و پانصد و هشتاد و سومین سیارک کشف شده‌است که در ۲۱ نوامبر ۱۹۹۵ کشف شد.
قدر مطلق سیارک برابر ۱۱٫۹۰ است.